# Площадь России (Ереван)
Площадь России (арм. Ռուսաստանի հրապարակ, Rusastani hraparak) — площадь в Ереване, столице Армении․ Расположена на пересечении улиц Григора Лусаворича, Аргишти, Италии и Бейрута.
Площадь торжественно была открыта 21 октября 2008 года при участии Президентов Армении и Российской Федерации Сержа Саргсяна и Дмитрия Медведева.
На противоположной стороне улицы Григора Лусаворича находится площадь Мясникяна с расположенным на ней памятником Александру Мясникяну. Среди других объектов на площади можно выделить здания Мэрии Еревана, Музея истории Еревана и культурно-деловой центр «Дом Москвы в Ереване». В непосредственной близости находится также Посольство Российской Федерации в Армении.

## Галерея
- Дмитрий Медведев и Серж Саргсян на церемонии открытия площади
- Московский культурно-деловой центр «Дом Москвы»